# Кравцов Сергій Сергійович
 Сергій Сергійович Кравцов  (нар. 17 березня 1974 року, Москва, СРСР) — російський державний і політичний діяч. Міністр освіти Російської Федерації з 21 січня 2020 року.

## Життєпис
Народився 17 березня 1974 року в Москві.
У 1996 році з відзнакою закінчив Московський державний відкритий педагогічний університет (з 2006 року — Московський педагогічний державний університет за спеціальністю «вчитель математики та інформатики». З 1994-1996 роки — вчитель математики в школі № 176 міста Москви.
З 1997 року по 2002 рік працював в інституті управління освітою Російської академії освіти, обіймав посади молодшого наукового співробітника, наукового співробітника, старшого наукового співробітника, завідувача лабораторії. 
У 1999 році захистив кандидатську дисертацію «Методика проведення занять з відстаючими учнями з математики з використанням технології мультимедіа». 
У 2000 році закінчив Московський державний інститут міжнародних відносин МЗС Росії за спеціальністю «державне і муніципальне управління зі знанням іноземної мови».
У 2002 році почав роботу в Міністерстві освіти Російської Федерації. 
З 2004 року по 2008 рік був помічником керівника Федеральної служби з нагляду у сфері освіти і науки Віктора Болотова.
У 2007 році захистив дисертацію на здобуття наукового ступеня доктора педагогічних наук за темою «Теорія і практика організації профільного навчання в школах Російської Федерації» в Інституті змісту і методів навчання Російської академії освіти.
У 2008 році призначений на посаду директора Федерального державної установи «Федеральний центр тестування». У 2009 очолив Інститут управління освітою Російської академії освіти.
У квітні 2011 року призначений на посаду директора Департаменту регіонального розвитку Міністерства освіти і науки РФ; також в 2011 році виконував обов'язки ректора федерального державної установи «Академія підвищення кваліфікації та професійної перепідготовки працівників освіти». У липні 2012 року призначений на посаду директора Департаменту управління програмами та конкурсних процедур Міносвіти.
8 серпня 2013 року розпорядженням Уряду Російської Федерації призначений на посаду керівника Федеральної служби з нагляду у сфері освіти і науки, змінивши на цій посаді Івана Муравйова. 
З 28 жовтня 2017 року по 24 травня 2018 року обіймав посаду заступника міністра освіти і науки РФ — керівника Рособрнадзора, оскільки відомство підпорядковувалося Міністерству освіти і науки. У 2018 році Федеральна служба з нагляду у сфері освіти і науки була перепідпорядкована уряду. 
24 травня 2018 року Кравцов був знову призначений її керівником.
21 січня 2020 року очолив Міністерство освіти Російської Федерації.

## Реформа Міністерства освіти РФ
2 лютого 2021 року Сергій Кравцов повідомив, що в російських школах вперше буде заснована посада радника директора з виховної роботи. Він відзначив, що у 2021 році в десяти російських регіонах в пілотному режимі проходить конкурс "Навігатори дитинства", серед переможців якого повинні набиратися радники з виховання в школах.

## Сім'я
Батько-інженер. Мати-викладач, головний редактор журналу «Інформатика в школі».
Одружений, у шлюбі має двох дітей.

## Нагорода
Удостоєний ряду нагород, серед них:
- Подяка Уряду Російської Федерації (6 квітня 2016 року) — за істотний внесок у розвиток системи оцінки якості вітчизняної освіти, удосконалення механізмів проведення об'єктивного єдиного державного іспиту[2][6];
- Звання Почесний працівник вищої професійної освіти Російської Федерації[7];
- Почесна грамота Міністерства освіти і науки Російської Федерації.

## Санкції
16 грудня 2022 року, на тлі вторгнення Росії в Україну, внесений до санкційного списку Євросоюзу за підтримку та реалізацію політики, що підриває територіальну цілісність, суверенітет і незалежність України. Зокрема, під його відповідальністю, міністерство намагалося інтегрувати російську систему освіти в незаконно анексованих регіонах України, наголошується, що школи в таких районах були змушені перейти на російську мову і російську навчальну програму, використовувати навчальні матеріали з Росії, при цьому стираючи українські елементи з навчальної програми.
21 грудня 2022 року доданий до санкційного списку Швейцарії.
9 червня 2022 року внесений до санкційних списків України.
24 лютого 2023 року доданий до санкційного списку Австралії, та Нової Зеландії.